# Uadi al-Yarf
Uadi al-Yarf (en árabe: وادي الجرف) es el nombre actual de un área en la costa del Mar Rojo de Egipto, 119 km al sur de Suez y 24 km al sur de la localidad costera de Zaafarana, en la gobernación del Mar Rojo.
Está considerado como el puerto artificial más antiguo conocido en el mundo, remontándose a la dinastía IV de Egipto (2620-2500  a. C.). Se encuentra en la desembocadura del Uadi Araba, un importante corredor de comunicación entre el Valle del Nilo y el Mar Rojo, que cruza el Desierto arábigo. Al otro lado del golfo de Suez se encuentra la pequeña fortaleza del Sinaí de Tell Ras Budran. Un puerto también de la época del Antiguo Egipto y bastante similar se encuentra en Ain Sujna, a 100km al norte de Uadi al-Yarf.

## Descubrimiento
Se sabía que existían estructuras antiguas desde al menos 1832 cuando J. G. Wilkinson refirió su existencia. Descubrió una serie de galerías cortadas en la piedra que pensó en un primer momento que eran catacumbas griegas. En la década de 1950, un grupo de aficionados franceses en arqueología comenzó a explorar algunas partes del sitio, que llamaron Rod el-Khawaga, pero fueron expulsados durante la crisis de Suez de 1956. Sus notas se publicaron en 2008, lo que despertó el interés por reanudar los trabajos.
La excavación sistemática se reanudó en 2011 por un equipo arqueológico egipcio-francés liderado por Pierre Tallet (Universidad París IV-La Sorbonne), El Sayed Mahfouz y Gregory Marouard (The Oriental Institute, Chicago). En abril de 2013, los arqueólogos anunciaron el descubrimiento de un antiguo puerto y docenas de papiros en el lugar. Son los papiros escritos más antiguos que se han encontrado en Egipto (ca. 2560–2550 a. C., a finales del reinado de Jhufu).

## Restos arqueológicos

### Puerto
El complejo portuario data de la Dinastía IV, hace aproximadamente 4.600 años. Consta de un muelle o embarcadero de piedras de entre 150 y 200 metros que aún es visible en marea baja, un alamat o punto de referencia de navegación de piedras apiladas, un curioso edificio de función desconocida de 60m × 30m que está dividido en 13 salas largas, y una serie de 25 a 30 galerías de almacenamiento excavadas en afloramientos de piedra caliza más hacia el interior. El edificio de función desconocida es el edificio faraónico más grande descubierto a lo largo de la costa del Mar Rojo hasta la fecha. Las galerías de almacenamiento miden entre 16 y 34m de largo y suelen tener 3m de ancho y 2,5m de altura.
Dentro de las galerías se hallaron varios fragmentos de barcos y velas, algunos remos y numerosos trozos de cuerdas antiguas. Se encontraron veinticinco anclas de piedra debajo del agua y 99 anclas en un aparente edificio de almacenamiento. Son las primeras del Imperio Antiguo encontradas en su contexto original. Muchas anclas tienen jeroglíficos con los nombres de los barcos de los que procedían.
Este puerto fue el punto de partida de los viajes desde el Egipto continental hasta las instalaciones mineras al sur del Sinaí. Se especula que también puede haber sido utilizado para embarcarse hasta la misteriosa Tierra de Punt, un conocido socio comercial del Antiguo Egipto.
El puerto data del reinado del faraón Jufu (2589–2566  a. C.), cuyo nombre está inscrito en algunos de los grandes bloques de piedra caliza. Eso significa que el puerto es anterior a la segunda estructura portuaria conocida más antigua en más de 1.000 años. Existe cierta evidencia de uso durante la primera parte de la Dinastía V, después de la cual el puerto probablemente fue abandonado.
Para obtener turquesa y cobre en grandes cantidades (el cobre era necesario para las herramientas de las construcciones faraónicas) se organizaban expediciones por mar desde Uadi al-Yarf hasta las explotaciones mineras del Sinaí, cruzando el golfo de Suez hacia el punto más cercano, el embarcadero y fortaleza de El-Marja, cerca de la actual ciudad de Abu Zenima.

### Vasijas de almacenamiento y papiros
También se encontraron numerosas vasijas de piedra de almacenamiento de agua y alimentos, fragmentos de textiles y madera, y una colección de cientos de fragmentos de papiros registrando los trabajos diarios. Las vasijas se han podido vincular con otras encontradas al lado opuesto del Mar Rojo, lo que indica el comercio entre ambos puertos costeros. Muchas vasijas tienen nombres de personas o de barcos en tinta roja, indicando a quien pertenecían. Las vasijas se caracterizan por tener una composición de margas muy particular que ya previamente se habían identificado en otros contextos de la Dinastía IV, incluyendo en Tell Ras Budran, al otro lado del Golfo de Suez.
Diez de los papiros están especialmente muy bien conservados. La mayoría de estos documentos se remontan al año posterior al 13º recuento de ganado del reinado de Jufu y describen cómo la administración central envió alimentos y suministros a los trabajadores egipcios.
Uno de ellos es de especial interés: el Diario de Merer, donde este funcionario está involucrado en la construcción de la Gran Pirámide de Jufu. Usando el diario, los investigadores han podido reconstruir tres meses de su vida, proporcionando una nueva perspectiva de la vida cotidiana de las personas de la Dinastía IV.

### Estancias
Tres grupos de edificios se encontraron a 500 m al noroeste del puerto. La construcción rectangular y la organización de las habitaciones en forma de celda parecen indicar que podrían servir como viviendas.